# Anna Maria van Bleeck
Anna Maria van Bleeck (begraben am 12. Dezember 1719 in Amsterdam) war eine niederländische Schauspielerin.

## Leben
Anna Maria van Bleeck war die Tochter von Joannes van Bleeck und Amarentia Godry. Es ist über ihre Eltern weiter nichts bekannt. Vermutlich gehörte ihr Vater zu einer aus Antwerpen stammenden Theaterfamilie. Es ist zudem ungewiss, ob Anna Maria van Bleeck tatsächlich eine Tochter von Joannes van Bleeck und Amarentia Godry war. Wenn das der Fall war, dann war sie eine Schwester von Elizabeth und Barbara, die beide wie sie Schauspielerinnen wurden.
In der Spielzeit 1692/1693 hatte sie ein Engagement an der Stadsschouwburg Amsterdam. Sie wurde 1693 als „junge Spielerin guter Hoffnung“. 1697 verließ sie das Land, um in der Truppe von Jacob van Rijndorp zu spielen, und etwa drei Jahre später heiratete sie den Schauspieler Cornelis Bor (1674?–1745). Aus dieser Ehe gingen drei Töchter und fünf Söhne hervor, von denen fünf Kinder früh starben. Ihr Sohn Jan wurde um 1703 in Amsterdam getauft. Es ist sicher, dass Petrus, Sohn von Maria van Bleeck und Cornelis Bor, am 15. Oktober 1704 in Den Haag römisch-katholisch getauft wurde. Der Zeuge war Joannes van Bleeck, vermutlich der Vater von Anna Maria.
Sie kehrte im Sommer 1704 mit ihrem Mann Cornelis Bor zurück nach Amsterdam. Dort spielte Anna Maria van Bleeck bis zu ihrem Tod im Jahr 1719 am Theater. Ihr Gehalt pro Auftritt schwankte zwischen 3,50 und 4,50 Gulden. In den Jahren 1713–1718 erhielt sie außerdem eine jährliche Anerkennung von 25 Gulden. Es ist nicht bekannt, welche Rollen sie spielte.
In Amsterdam bekamen Maria van Bleeck und Cornelis Bor sechs weitere Kinder: Elizabeth (1705), die Zwillinge Emerentiana und Maria (1710), Carolus (1711), Carolus Joseph (1715) und Isaac (1718), die alle römisch-katholisch getauft wurden. Für alle diese Kinder fungierte Amarentia Godry als Taufzeugin, einmal auch Barbara van Bleeck. Somit dürfte Anna Maria van Bleeck eine Tochter der Familie Van Bleeck gewesen sein.
Anna Maria van Bleeck wurde am 12. Dezember 1719 in der Nieuwe Kerk beigesetzt.